# U-569

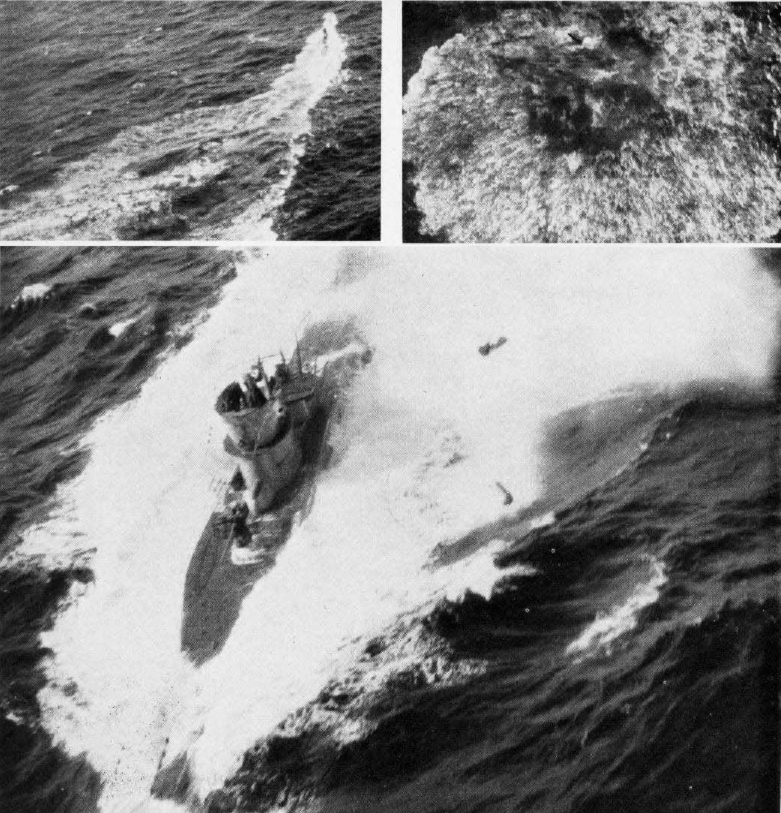
Fotos de um ataque de duas aeronaves Grumman TBF Avenger da Marinha dos EUA do porta-aviões USS Bogue (CVE-9) no submarino alemão Tipo VIIC U-569 em 22 de maio de 1943.

Unterseeboot 569 foi um submarino alemão do Tipo VIIC, pertencente a Kriegsmarine que atuou durante a Segunda Guerra Mundial.

## Comandantes
| Comandante               | Data                                        |
| ------------------------ | ------------------------------------------- |
| Kptlt. Hans-Peter Hinsch | 8 de maio de 1941 - 6 de fevereiro de 1943  |
| Oblt. (R) Hans Johannsen | 3 de fevereiro de 1943 - 22 de maio de 1943 |

## Subordinação
Durante o seu tempo de serviço, esteve subordinado às seguintes flotilhas:
| Período                                  | Flotilha                                  |
| ---------------------------------------- | ----------------------------------------- |
| 8 de maio de 1941 - 1 de agosto de 1941  | 3. Unterseebootsflottille (treinamento)   |
| 1 de agosto de 1941 - 22 de maio de 1943 | 3. Unterseebootsflottille (serviço ativo) |

## Operações conjuntas de ataque
O U-569 participou das seguinte operações de ataque combinado durante a sua carreira:
- Rudeltaktik Grönland (14 de agosto de 1941 - 27 de agosto de 1941)
- Rudeltaktik Markgraf (27 de agosto de 1941 - 16 de setembro de 1941)
- Rudeltaktik Schlagetot (20 de outubro de 1941 - 1 de novembro de 1941)
- Rudeltaktik Raubritter (1 de novembro de 1941 - 8 de novembro de 1941)
- Rudeltaktik Westwall (2 de março de 1942 - 12 de março de 1942)
- Rudeltaktik York (12 de março de 1942 - 26 de março de 1942)
- Rudeltaktik Hecht (8 de maio de 1942 - 18 de junho de 1942)
- Rudeltaktik Lohs (11 de agosto de 1942 - 21 de setembro de 1942)
- Rudeltaktik Draufgänger (1 de dezembro de 1942 - 11 de dezembro de 1942)
- Rudeltaktik Ungestüm (11 de dezembro de 1942 - 22 de dezembro de 1942)
- Rudeltaktik Robbe (16 de fevereiro de 1943 - 26 de fevereiro de 1943)
- Rudeltaktik Amsel 3 (3 de maio de 1943 - 6 de maio de 1943)
- Rudeltaktik Rhein (7 de maio de 1943 - 10 de maio de 1943)
- Rudeltaktik Elbe 1 (10 de maio de 1943 - 14 de maio de 1943)
- Rudeltaktik Mosel (19 de maio de 1943 - 22 de maio de 1943)